# ベアタ・ベアトリクス
『ベアタ・ベアトリクス』(英語: Beata Beatrix) は、ラファエル前派の画家ダンテ・ガブリエル・ロセッティによって複数の版で制作された油彩画である。本作品は、ダンテが1294年に制作した『新生』に登場するベアトリーチェ・ポルティナーリの死の瞬間を描いている。この作品は1850年にベアトリーチェの単身像として着手されたものの、制作半ばで中断された。1864年、つまりは妻で死別したエリザベス・シダルが亡くなった一年後に、本作品が再びロセッティの手によって描かれることとなり、1870年に最初のバージョンが完成した。

## 作品
この作品の題名は英語で「祝福されたベアトリクス」（Blessed Beatrice）と訳す。『新生』はロセッティが少年期より関心を抱いていた作品である。1845年、ロセッティは本作品の英訳を開始し、『初期イタリアの詩集』に収録する形で出版した。
作品の場面は、ダンテ作『新生』の最期の場面である。ロセッティは本作品の購入者W・クーパー・テンプル夫人への書簡において、「『新生』の最期の言葉で表現されている通り、彼女は閉じた瞼を通じて、新しい世界を見ている」と綴っている。なお、『ベアタ・ベアトリクス』、あるいは『祝福されたベアトリクス』という題名は、ダンテの『新生』における「祝福されたベアトリーチェは、いま栄光のうちに眺めておられる、世々祝福される者の聖顔を」という最後の言葉に由来する。
レンガ造りの欄干に座るベアトリーチェは恍惚な表情を浮かべながら、天を仰いでいる。女性の下に飛翔するのは、愛の使いであることを示す赤い鳩であり、口にくわえているのは「眠り」や「死」を意味するケシの花である。ベアトリーチェを指し示すかのように置かれる日時計は第九時（午後三時頃）、つまり彼女が亡くなったとされる時刻を示している。画面右上の人物はベアトリーチェを愛したダンテ本人であり、朱色の衣装を纏ったアモール〈愛〉を見つめている。この二人の人物を挟んだ後方には、アルノ川沿いにポンテ・ヴェッキオ橋が架かり、そのさらに後方に教会堂のシルエットが浮かぶ。
このベアトリーチェはロセッティの妻エリザベス・シダルをモデルとして描かれている。エリザベス・シダルは、本作品の他にもモデルとして頻繁に登場した人物だ。『ベアタ・ベアトリクス』は、エリザベス・シダルが亡くなった一年後に製作が開始されたのであり、ロセッティは彼女との共同生活を通じて描いてきた無数の作品から創作された。
『新生』におけるダンテがベアトリーチェを亡くし、悲嘆にくれるのと同じように、ロセッティも妻エリザベス・シダルの死を嘆き悲しんだ。『ベアタ・ベアトリクス』は、『新生』の最期の場面とロセッティの個人的な出来事がリンクしているのだと考えられてきた。赤い鳩が咥える白いケシは、「眠り」や「死」を意味するが、他方でシダルが自殺する際に用いた阿片チンキをも暗示している。本作品は、ロセッティが制作した絵画の中で最も有名な作品の一つで、シダルの名がダンテのベアトリーチェと関連付けられる要因となっている。
画中の女性は表情が硬く、首のバランスを欠いている。この点について、シダルの友人たちは、ロセッティが彼女をモデルとして描いた習作と比べて、『ベアタ・ベアトリクス』で描かれる女性は似ていないと述べている。
1873年、友人のウィリアム・モリスに宛てた手紙の中で、ロセッティは「ベアトリーチェの死という出来事の表出としてでなく、恍惚、あるいは突然の霊的な変容によって象徴される主題の理想化」を意図してこの作品を描いたと記している。
この最初の作品はテート・ブリテンにおいて展示された。本作品は、フランシス・マウント＝テンプル男爵を偲んで、彼の妻ジョージアナによって1889年に寄贈されたものである。

## ロセッティによる改作
ロセッティは『ベアタ・ベアトリクス』の改作を制作するよう、ウィリアム・グラハムから依頼を受けたが、断っている。実際、制作を始めると、ロセッティは主題を再考することへの楽しみを覚えた。オリジナルから光の浸透を変更することで、より背景が鮮明になり、最初のバージョンより主題が理想化されている。1871年から1872年にかけて制作されたこの油彩画は、概ねオリジナルの作品よりも少し大きく、楽園でダンテがベアトリクスと出会う場面を描いたプレデラが追加されている。枠に収まっている全体のセットはロセッティによって設計された。チャールズ・L・ハッチンソンによって1920年代に寄贈され、現在はシカゴ美術館で展示されている。

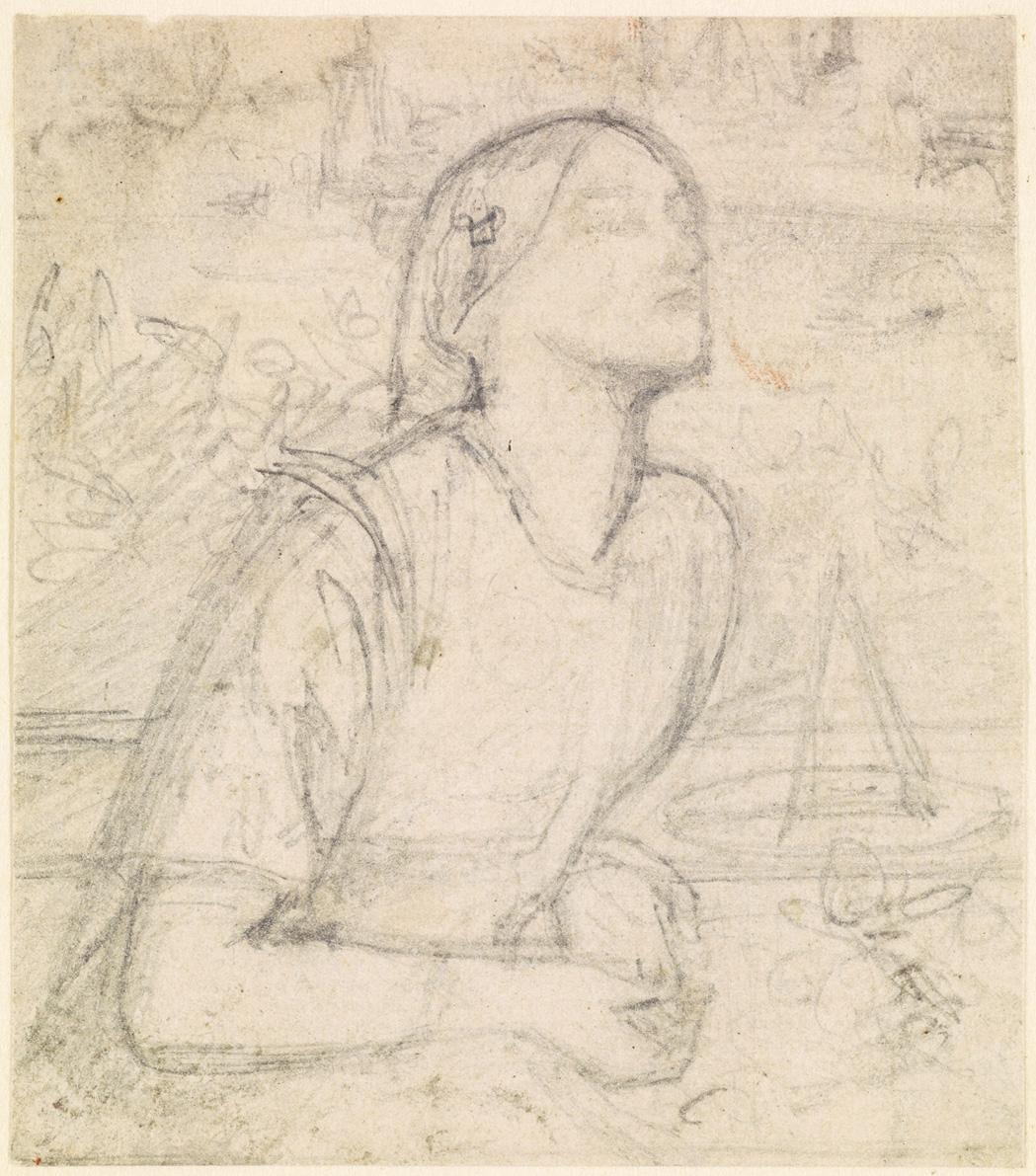
エリザベス・シダルをモデルとした『ベアタ・ベアトリクス』の習作。

他にも、水彩やチョーク、別の油彩画による改作がロセッティによって制作された。最後の作品はロセッティの死の間際で未完成の状態だったが、長年の友人であったフォード・マドックス・ブラウンが完成させる。この作品において、オリジナルの作品とは対照的に、ベアトリーチェに向かって飛翔する鳥は嘴に白いポピーをはさんだ白い鳩である。この絵はイングランドのバーミンガム美術館に現存する。他にも、1880年に制作された油彩画のバージョンがスコットランド国立美術館にある。

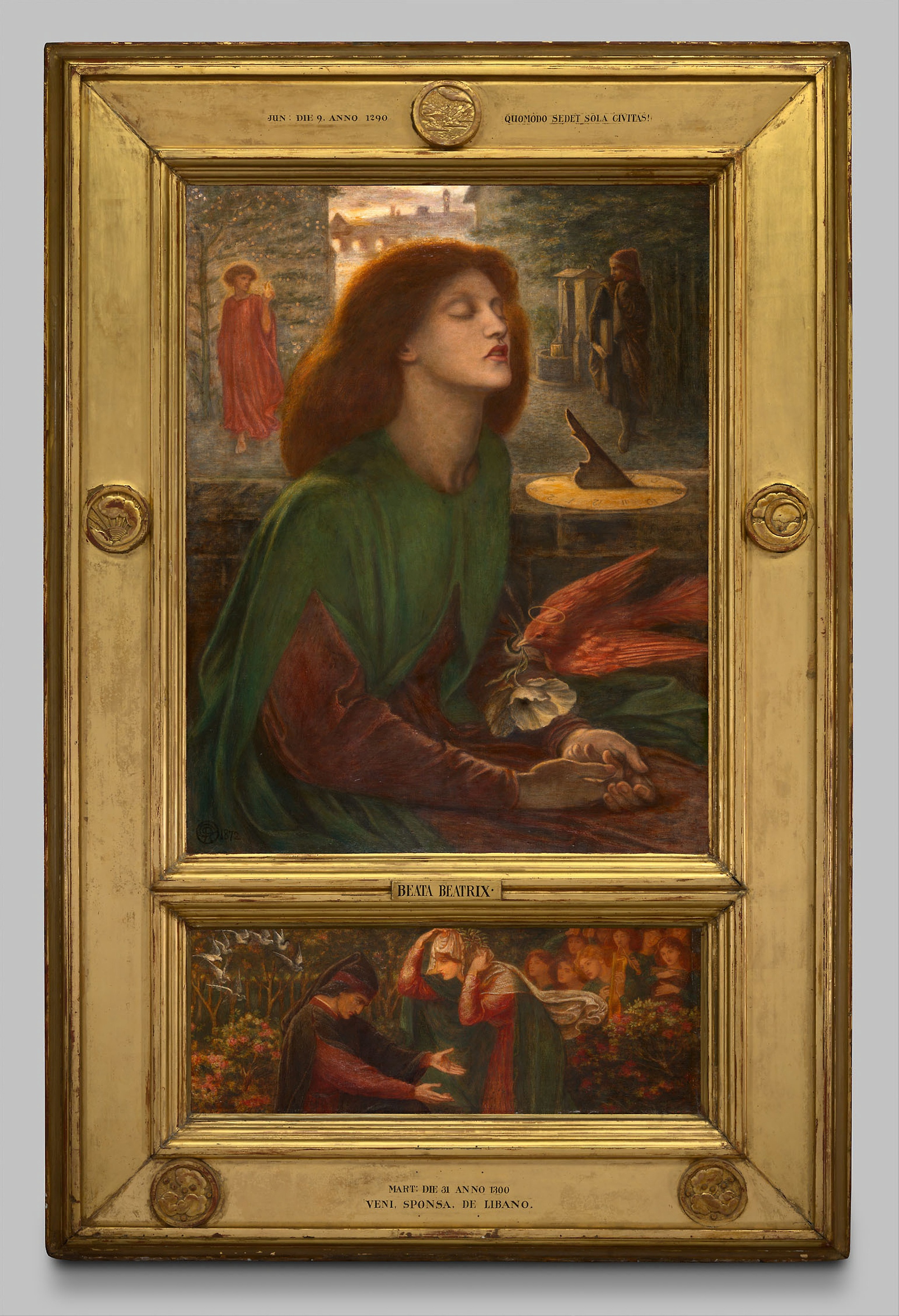
『ベアタ・ベアトリクス』1871-1872年。油彩、キャンバス、87.5 × 69.3 cm、Predella: 26.5 × 69.2 cm、シカゴ美術館。
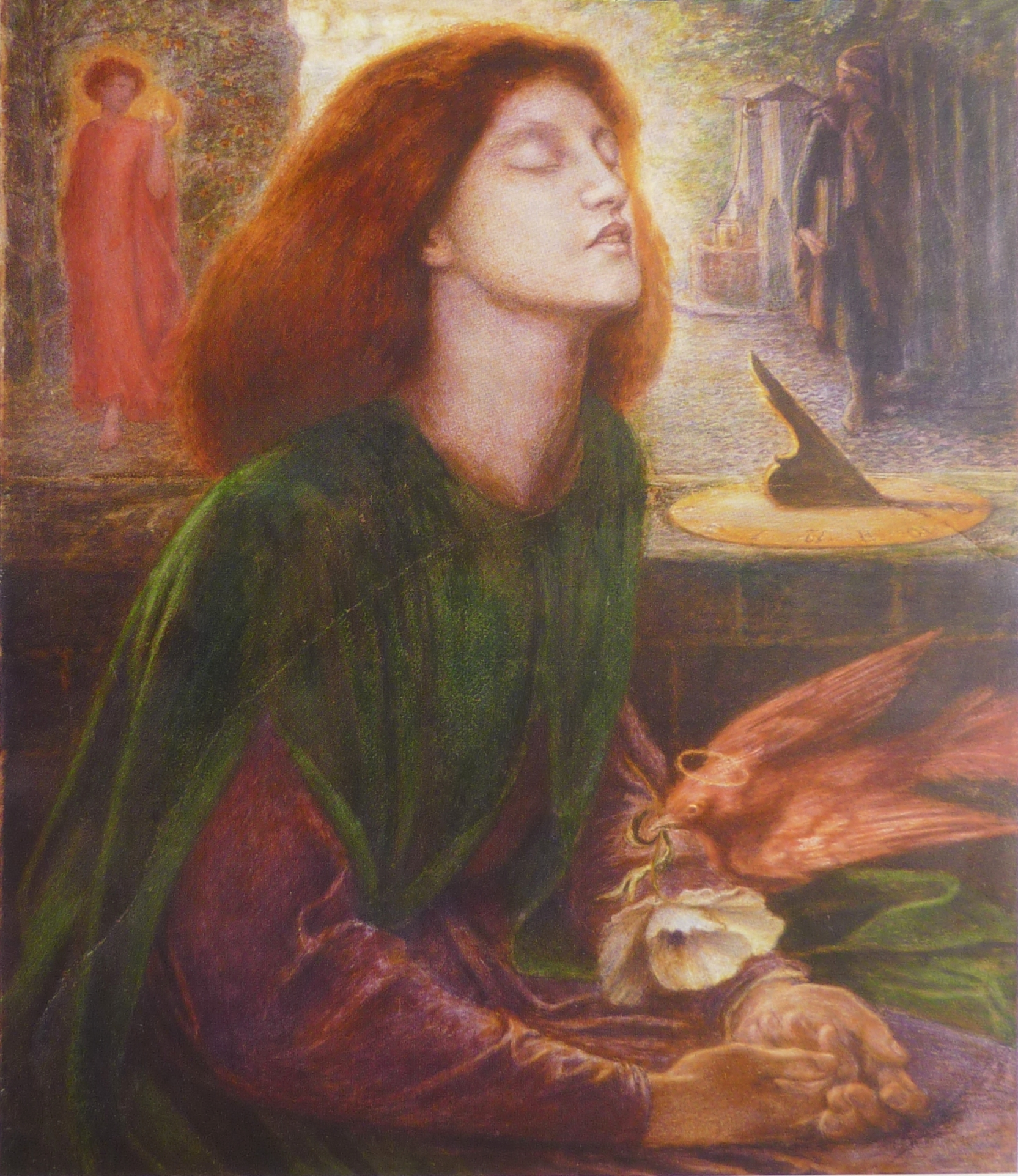
『ベアタ・ベアトリクス』1871年。水彩、キャンバス、70,5 x 54,6 cm。フォッグ美術館。
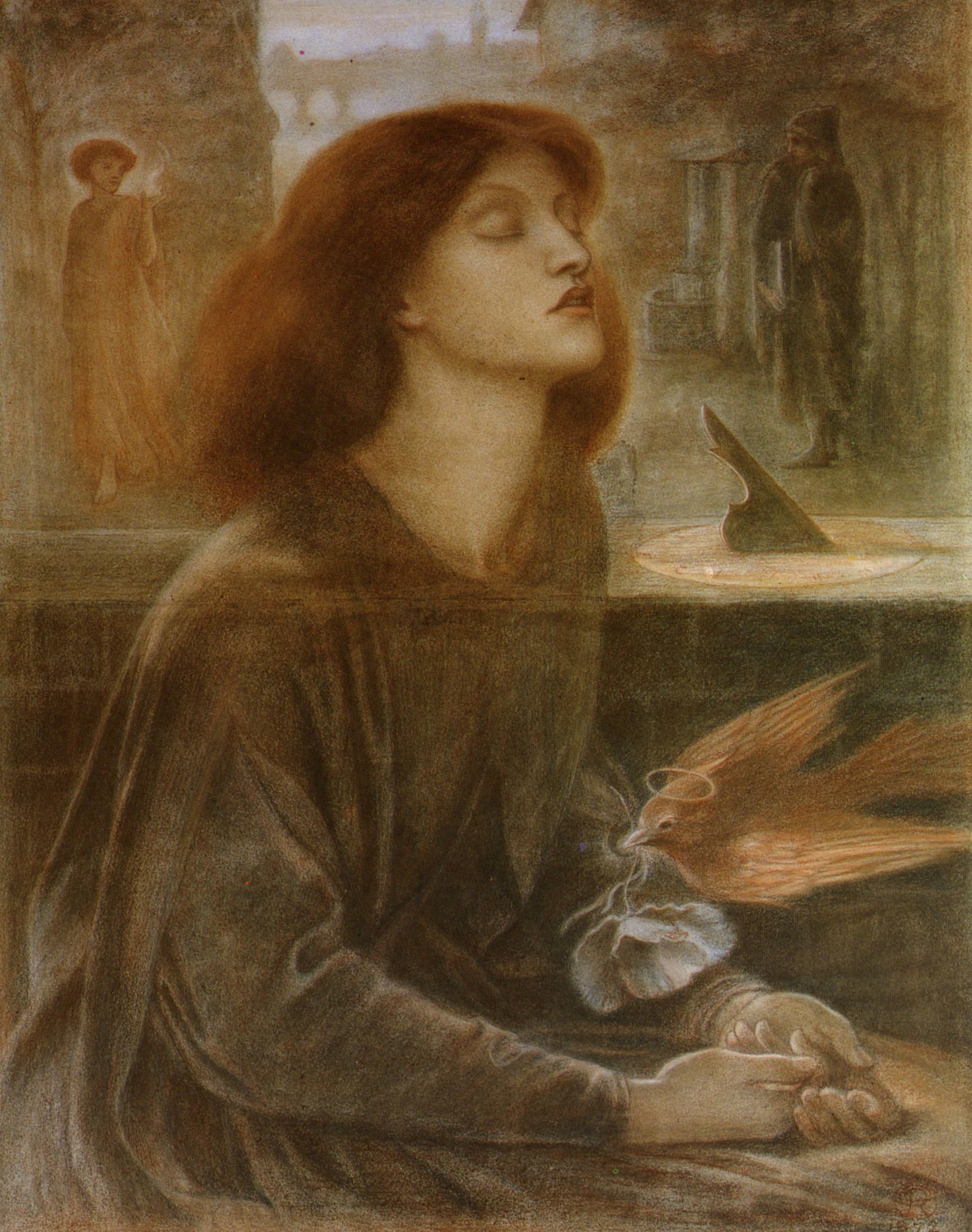
『ベアタ・ベアトリクス』1872年。パステル、キャンバス、87cm×67cm。個人蔵。
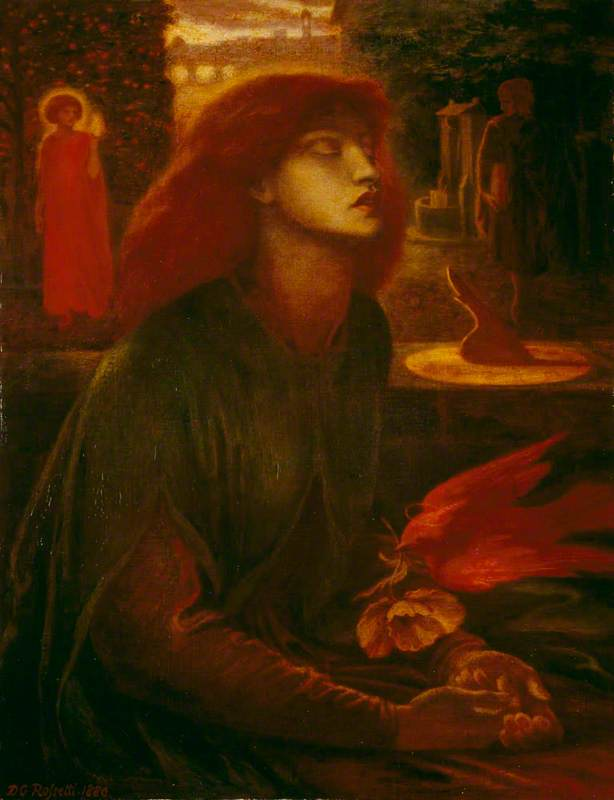
『ベアタ・ベアトリクス』1880年。油絵、キャンバス、86cm×66.7 cm。スコットランド国立美術館。
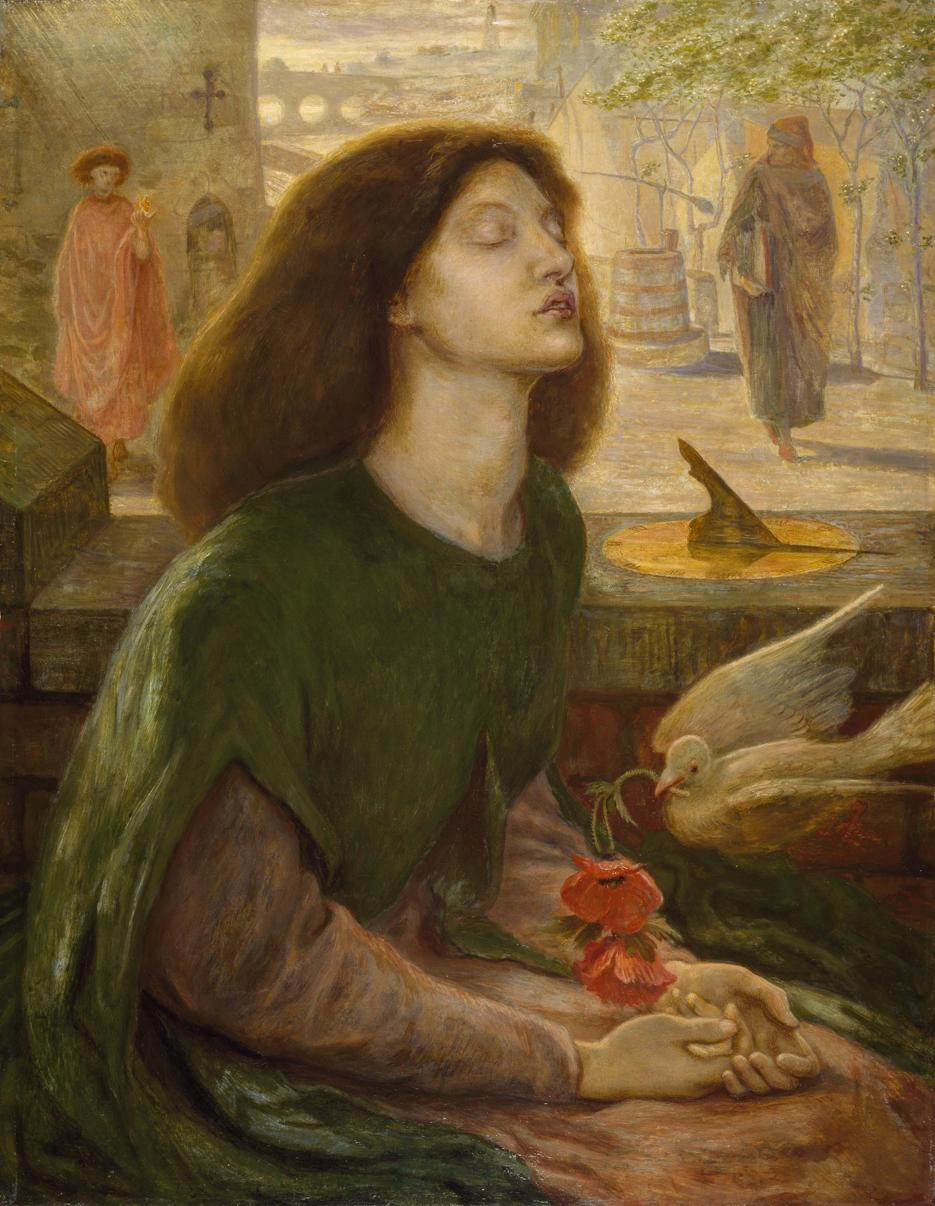
『ベアタ・ベアトリクス』1877年。油彩、キャンバス、86.4×68.2cm。バーミンガム美術館。